# Ligne AREX
La ligne AREX (en coréen : 인천국제공항철도 et en anglais : Airport Railroad Express) est une ligne ferroviaire et son train rapide qui relie la gare de Séoul et l'Aéroport international d'Incheon. Gérée par la compagnie Korail elle est intégrée dans le réseau du métro de Séoul.

## Situation sur le réseau

Plan du réseau du métro de Séoul (2023)

## Historique

### Chronologie des ouvertures
- 23 mars 2007 : 37,6 km Aéroport int. de Gimpo - Aéroport int. d'Incheon T.1[1] ;
- 29 décembre 2010 : 20,4 km Gare de Séoul - Aéroport int. de Gimpo[2]. ;
- 30 novembre 2011 : station Gongdeok[2] ;
- 21 juin 2014 : station Cheongna International City[2] ;
- 26 mars 2016 : station Yeongjong[2] ;
- 13 janvier 2018 : prolongement à Aéroport int. d'Incheon T.2[2].

### Histoire
La phase I entre l'aéroport international d'Incheon et l'aéroport international de Gimpo ouvre le 23 mars 2007. La phase II avec le prolongement vers Séoul ouvre le 29 décembre 2010.

## Infrastructure

### Stations
L'AREX relie la gare de Séoul à l'aéroport international d'Incheon en passant par les stations suivantes :
| Code | Station                                              | Correspondance      | Distance en km | Distance cumulée | Ville   | Arrondissement |
| ---- | ---------------------------------------------------- | ------------------- | -------------- | ---------------- | ------- | -------------- |
|      |                                                      |                     |                |                  |         |                |
| A01  | Gare de Séoul                                        | et gare ferroviaire | -              | 0.0              | Séoul   | Yongsan-gu     |
| A02  | Gongdeok                                             |                     | 3.3            | 3.3              | Séoul   | Mapo-gu        |
| A03  | Université de Hongik                                 |                     | 2.8            | 6.1              | Séoul   | Mapo-gu        |
| A04  | Digital Media City                                   |                     | 3.4            | 9.5              | Séoul   | Eunpyeong-gu   |
| A042 | Magongnaru                                           |                     | 8,6            | 18,1             | Séoul   | Gangseo-gu     |
| A05  | Aéroport international de Gimpo                      |                     | 2,3            | 20.4             | Séoul   | Gangseo-gu     |
| A06  | Gyeyang                                              |                     | 6.6            | 27.0             | Incheon | Gyeyang-gu     |
| A07  | Geomam                                               |                     | 5.5            | 32.5             | Incheon | Seo-gu         |
| A071 | Cheongna International City                          |                     | 4.8            | 37.3             | Incheon | Seo-gu         |
| A072 | Yeongjong                                            |                     | 10,3           | 47,6             | Incheon | Jung-gu        |
| A08  | Unseo                                                |                     | 13.8           | 51.1             | Incheon | Jung-gu        |
| A09  | Terminal cargo de l'aéroport international d'Incheon |                     | 4.3            | 55.4             | Incheon | Jung-gu        |
| A10  | Aéroport international d'Incheon Terminal 1          |                     | 2.6            | 58.0             | Incheon | Jung-gu        |
| A11  | Aéroport international d'Incheon Terminal 2          |                     | 5.8            | 63.8             | Incheon | Jung-gu        |
|      | fin de ligne                                         |                     | 0.5            | 64,3             |         |                |
|      |                                                      |                     |                |                  |         |                |

## Exploitation

### Services
Il existe deux types de trains : les omnibus et les express. Le trajet d'Incheon à Gimpo prend 28 minutes en express contre 33 minutes en omnibus. Le trajet d'Incheon à Séoul prend 43 minutes en express contre 53 minutes en omnibus. Il y a un express toutes les 30 minutes et un omnibus toutes les 6 minutes.

### Matériel roulant
Les liaisons express utilisent des trains 1000 series EMU, tandis que les omnibus utilisent des 2000 series EMU, tous deux livrés par Hyundai Rotem.

Omnibus et Express
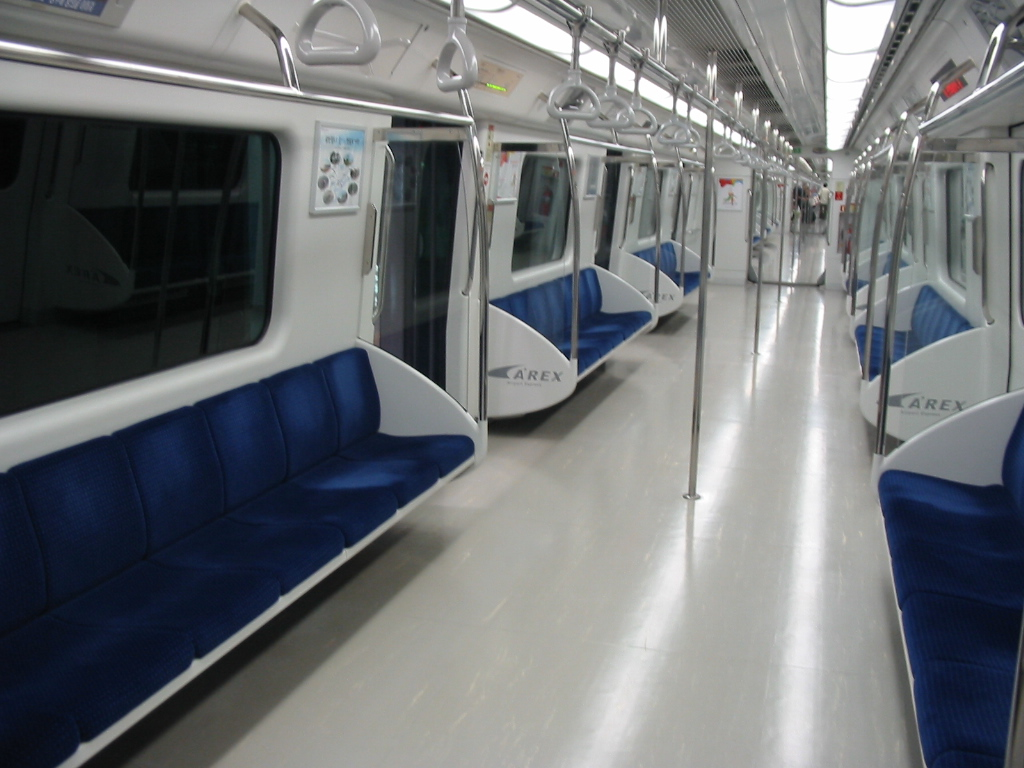
Intérieur d'un omnibus.
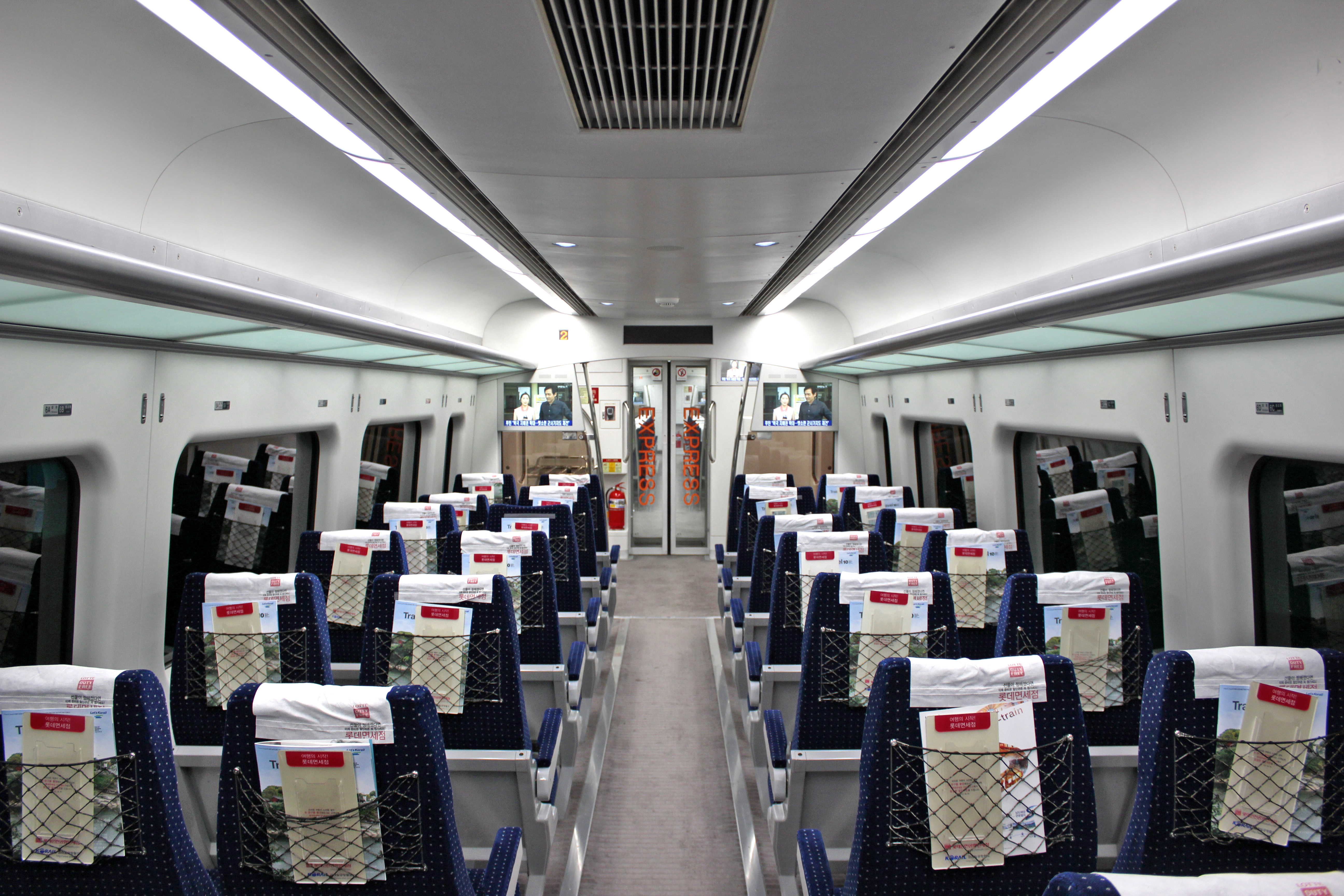
Intérieur d'un express.